# Carl Laser Ladewig
Carl Laser Ladewig (* 16. April 1855 in Crivitz; † 30. Juni 1926 in Baden-Baden) war ein Berliner Stadtverordneter, Justizrat, Notar und Rechtsanwalt.

## Leben

### Herkunft
Carl Laser Ladewig wurde 1855 in der Mecklenburger Stadt Crivitz als zweiter Sohn der dort alteingesessenen jüdischen Kaufmannsfamilie Ladewig geboren.

### Tätigkeit als Rechtsanwalt
Ladewigs Kindheit und frühe Jugend verbrachte er in Crivitz und besuchte später auch ein Gymnasium in Schwerin. Er entschied sich dann für ein Jura-Studium und war im Laufe dessen an den Universitäten in Heidelberg, Leipzig und Berlin eingeschrieben. Im Jahr 1882 erhielt er die Anwaltszulassung am Berliner Landgericht I und ließ sich in Berlin als selbständiger Rechtsanwalt nieder.
1901 erhielt Carl aufgrund seiner anwaltlichen Tätigkeit den Ehrentitel Justizrat, wurde 1902 zusätzlich zum Notar berufen. Zu seinen Mandanten zählte u. a. auch der bekannte belgische Architekt und Designer Henry van de Velde. Ladewig fungierte dabei als mehrjähriger Rechtsbeistand und war später gemeinsam mit dem Geschäftspartner van den Veldes, Eberhard von Bodenhausen, maßgeblich an der Liquidation und dem Verkauf der in Zahlungsschwierigkeiten geratenen Firma seines Mandanten, der „Van de Velde G.m.b.H.“, beteiligt.

### Politische Arbeit
Bereits kurz nach seiner Niederlassung in Berlin begann Carl sich politisch zu betätigen. Er war zunächst Anhänger der Deutschen Fortschrittspartei, durch einen Zusammenschluss später der Deutschen Freisinnigen Partei. Am 13. April 1893 zog er als Mitglied der Fraktion der Linken und als im Wahlbezirk 2 gewählter Stadtverordneter in das Stadtparlament von Berlin ein.
Im Rahmen seiner parlamentarischen Arbeit war er Mitglied des Ausschusses zur Vorprüfung der Gültigkeit der Stadtverordnetenwahlen, der Borstelschen Stiftung für Blinde und Erblindete, der Gesinde-Belohnungs-Deputation, der Deputation für Kunstzwecke, der Otto-Stiftung, der Deputation für die innere Ausschmückung des Rathauses, des Kuratoriums der Stadtbibliothek und der städtischen Volksbibliotheken und Lesehallen und der Verbandsversammlung Groß-Berlin.
Aus Altersgründen zog er sich im Laufe des Jahres 1917 zurück, bevor er dann im September 1918 seine parlamentarische Arbeit endgültig beendete. Mehr als 25 Jahre bestimmte er damit als Stadtverordneter die politischen Geschicke des gründerzeitlichen Berlins mit.

### Familie
Am 8. Juli 1884 heiratete Ladewig in Berlin Gertrud Cohn († 1945), eine Tochter des in Berlin ansässigen jüdischen Erfinders Ephraim Cohn.
Aus dieser Ehe gingen zwei Söhne hervor:
Hans Carl Ladewig (* 1886; † 1952), der ältere Sohn übernahm zunächst die Kanzlei seines Vaters, wurde dann aber durch den Arierparagraphen der Nationalsozialisten
an der weiteren Ausübung seiner anwaltlichen und notariellen Tätigkeit gehindert. Hans wehrte sich dagegen mit allen rechtlichen Mittel und erzielte zunächst seine Wiederzulassung.
Letztlich wurde ihm aber 1936 persönlich durch den späteren Nazirichter Roland Freisler die Zulassung wieder entzogen. Gemeinsam mit seiner Ehefrau Adelheid Gertrud geb. Meuschel gelang ihm anschließend die Flucht über die Schweiz und Italien in die USA.
Carls zweiter Sohn Fritz Ladewig (* 1888; † vor dem 27. Januar 1945) und dessen Ehefrau Lilly geb. Lehmann, die beide bereits vor dem Zweiten Weltkrieg in die Niederlande übergesiedelt waren, wurden 1944 nach Auschwitz deportiert und später für tot erklärt.
Die Ehen beider Söhne blieben kinderlos.